# Dolní Morava
Dolní Morava (německy Nieder Mohrau) je malá obec v okrese Ústí nad Orlicí v Pardubickém kraji, rozkládající se mezi Orlickými horami a Jeseníky na úpatí Králického Sněžníku. Žije zde 430 obyvatel. Obec je známým horským lyžařským střediskem. Část obce náleží do Národní přírodní rezervace Králický Sněžník, a právě ten je dominantou zdejšího kraje. Pod jeho vrcholem pramení řeka Morava, která celou obcí protéká od severu k jihu malebným údolím, lemovaným z obou stran dvěma zalesněnými hřbety. Sousedními obcemi sídla jsou Malá Morava, Staré Město a Králíky.

## Historie
První písemná zmínka o obci pochází z roku 1577. Tak jako v okolních obcích zde tradičně převládalo německé obyvatelstvo, to bylo po druhé světové válce nuceně vysídleno a do obce se nastěhovalo české obyvatelstvo z vnitrozemí. Po německém obyvatelstvu zůstaly v obci rozložité statky a horská lidová architektura.

## Obyvatelstvo
| Rok            | 1869  | 1880  | 1890  | 1900 | 1910 | 1921 | 1930 | 1950 | 1961 | 1970 | 1980 | 1991 | 2001 | 2011 | 2021 |
| -------------- | ----- | ----- | ----- | ---- | ---- | ---- | ---- | ---- | ---- | ---- | ---- | ---- | ---- | ---- | ---- |
| Počet obyvatel | 1 041 | 1 071 | 1 048 | 920  | 796  | 714  | 728  | 439  | 358  | 362  | 322  | 283  | 300  | 282  | 372  |
| Počet domů     | 181   | 150   | 155   | 180  | 180  | 181  | 191  | 159  | 86   | 83   | 75   | 118  | 83   | 115  | 133  |

| Rok            | 1869 | 1880 | 1890 | 1900 | 1910 | 1921 | 1930 | 1950 | 1961 | 1970 | 1980 | 1991 | 2001 | 2011 | 2021 |
| -------------- | ---- | ---- | ---- | ---- | ---- | ---- | ---- | ---- | ---- | ---- | ---- | ---- | ---- | ---- | ---- |
| Počet obyvatel | 285  | 267  | 250  | 266  | 221  | 189  | 226  | 118  | 104  | 138  | 131  | 126  | 136  | 107  | 122  |

## Obecní správa

### Členění obce
Obec se skládá se ze tří částí, přičemž se v Čechách nachází Horní Morava a Dolní Morava, a na Moravě Velká Morava. Leží v Pardubickém kraji v okrese Ústí nad Orlicí. Obec Dolní Morava má status obce s rozšířenou působností a obce s pověřeným obecním úřadem a je součástí správního obvodu Králíky. Historická zemská hranice zde prochází (s výjimkou nejsevernější části obce) středem řeky Moravy, která pramení v katastru Velké Moravy.

### Územní příslušnost
- k 1. lednu 1948 patřila obec Dolní Morava do správního okresu Žamberk, soudní okres Králíky, poštovní úřad a stanice sboru národní bezpečnosti Králíky, železniční stanice a nákladiště Červený Potok. Státní statistický úřad v Praze uvádí, že v obci Dolní Morava bylo k 22. květnu 1947 sečteno 66 přítomných obyvatel[8][9]
- k 1. lednu 1948 patřila obec Horní Morava do správního okresu Žamberk, soudní okres Králíky, poštovní úřad a stanice sboru národní bezpečnosti Králíky, železniční stanice a nákladiště Červený Potok. Státní statistický úřad v Praze uvádí, že v obci Horní Morava bylo k 22. květnu 1947 sečteno 47 přítomných obyvatel [8][9]
- k 1. únoru 1949 patřila obec Dolní Morava a Horní Morava do okresu Žamberk, kraj Hradecký[10][11]
- k 1. únoru 1949 patřila obec Velká Morava do okresu Šumperk, kraj Olomoucký, poštovní úřad Malá Morava.[10] Státní statistický úřad v Praze uvádí, že v obci Velká Morava bylo k 22. květnu 1947 sečteno 226 přítomných obyvatel.[11]
- k 1. lednu 1950 patřila osada Horní Morava do obce Dolní Morava, okres Žamberk, kraj Hradecký[12][13][14]
- k 1. lednu 1950 měla obec Dolní Morava v okrese Žamberk, kraj Hradecký, matriční úřad u Místního národního výboru Králíky[13]
- k 1. lednu 1950 měla obec Velká Morava v okrese Šumperk, kraj Olomoucký, matriční úřad u Místního národního výboru Malá Morava[13]
- k 1. červenci 1952 měla obec Dolní Morava v okrese Žamberk tyto části : 1. Dolní Morava, 2. Horní Morava[15]
- k 1. červenci 1952 byla Velká Morava v okrese Šumperk samostatnou obcí[15]
- k 1. červenci 1960 měla obec Dolní Morava v okrese Ústí nad Orlicí, kraj Východočeský tyto části : 1. Dolní Morava, 2. Horní Morava, 3. Velká Morava[16]
- od 1. ledna 1989 do 23. listopadu 1990 byla Dolní Morava, Horní Morava, Velká Morava částí města Králíky[14]
- od 24. listopadu 1990 je Dolní Morava opět samostatnou obcí[14]

### Obecní symboly
Znak a vlajka byly obci uděleny rozhodnutím předsedy Poslanecké sněmovny Parlamentu České republiky dne 27. března 2000.

## Pamětihodnosti
- Kostel svatého Aloise

## Stezka v oblacích
Podle návrhu architekta Zdeňka Fránka byla na svazích hory Slamník (1232 metrů) v nadmořské výšce 1116 metrů vybudována unikátní rozhledna, nazvaná Stezka v oblacích. Rozhledna byla otevřena 5. prosince 2015 a o této stavbě informoval běžný tisk i specializované architektonické časopisy nejen v České republice, ale i ve Velké Británii, Nizozemsku, Německu a Rusku. Během prvního roku se očekávala návštěvnost zhruba 100 000 lidí, avšak skutečnost předčila tento odhad téměř dvojnásobně.

## Sky Bridge 721
V části Velká Morava obce Dolní Morava byla postavena visutá lávka Sky Bridge 721, v provozu od 13. května 2022. Délka lávky je 721 m, výška nad dnem údolí je 95 metrů, nadmořská výška 1110–1116 metrů.

## Galerie

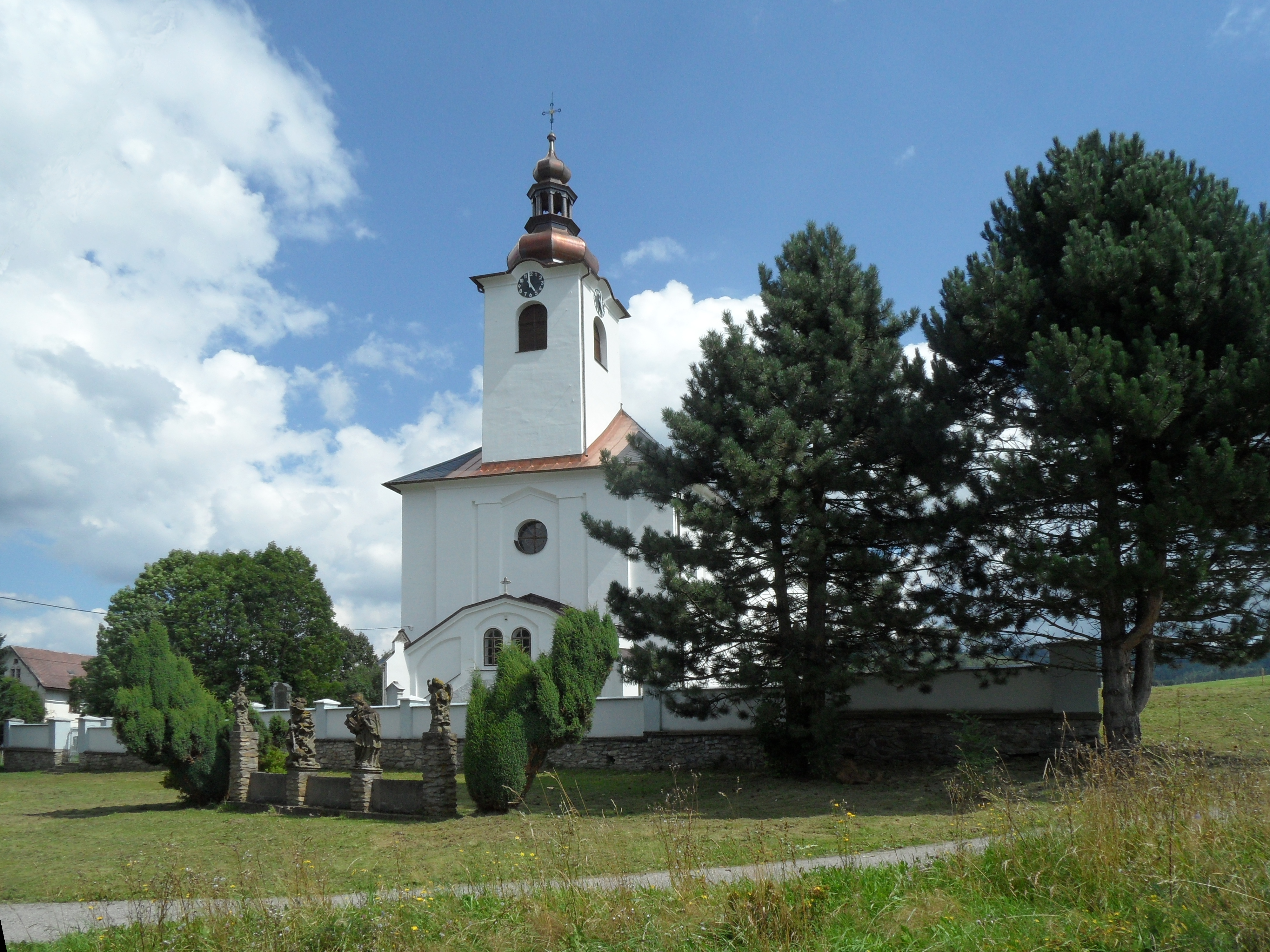
Kostel svatého Aloise ve Velké Moravě
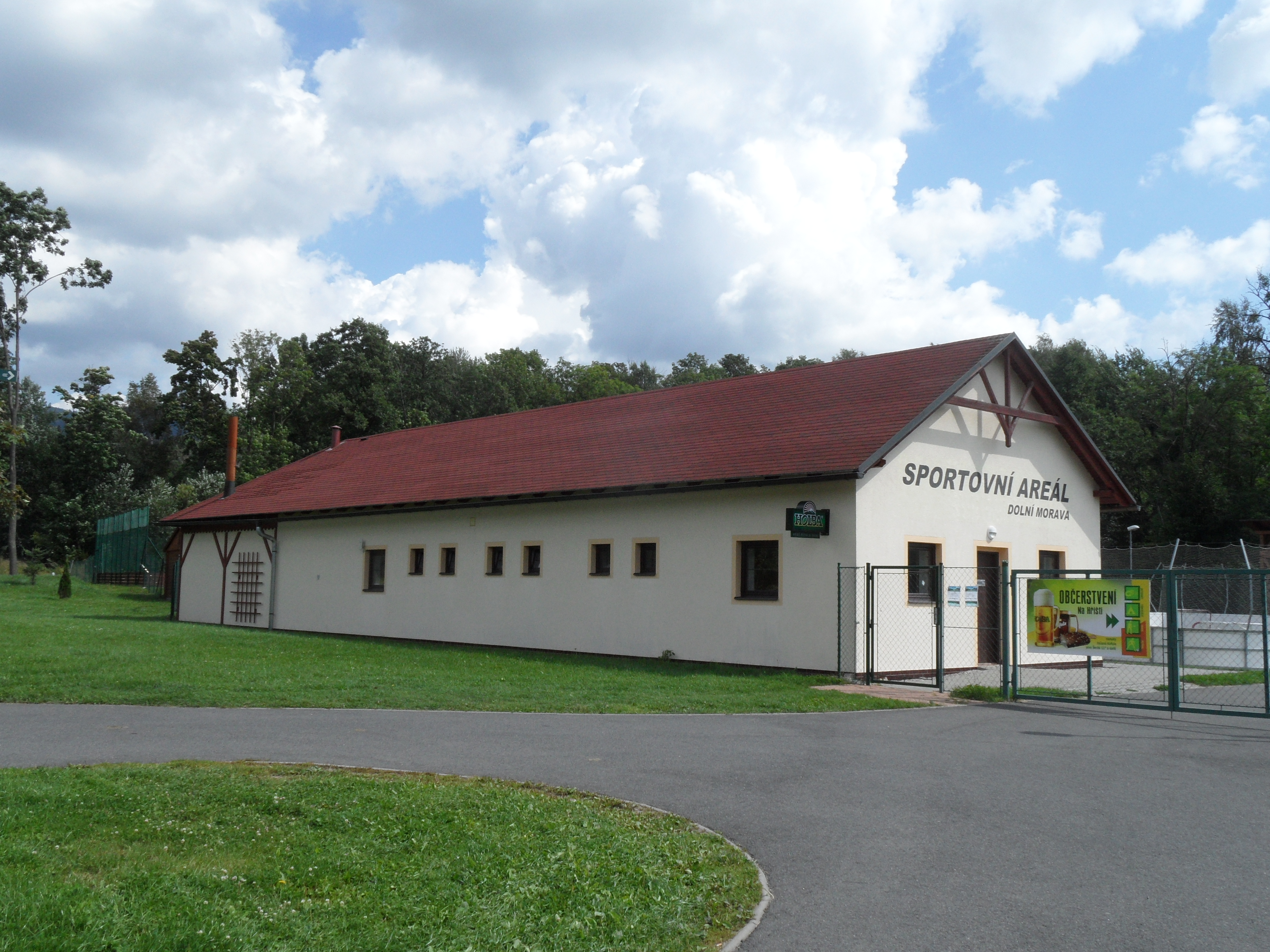
Sportovní areál
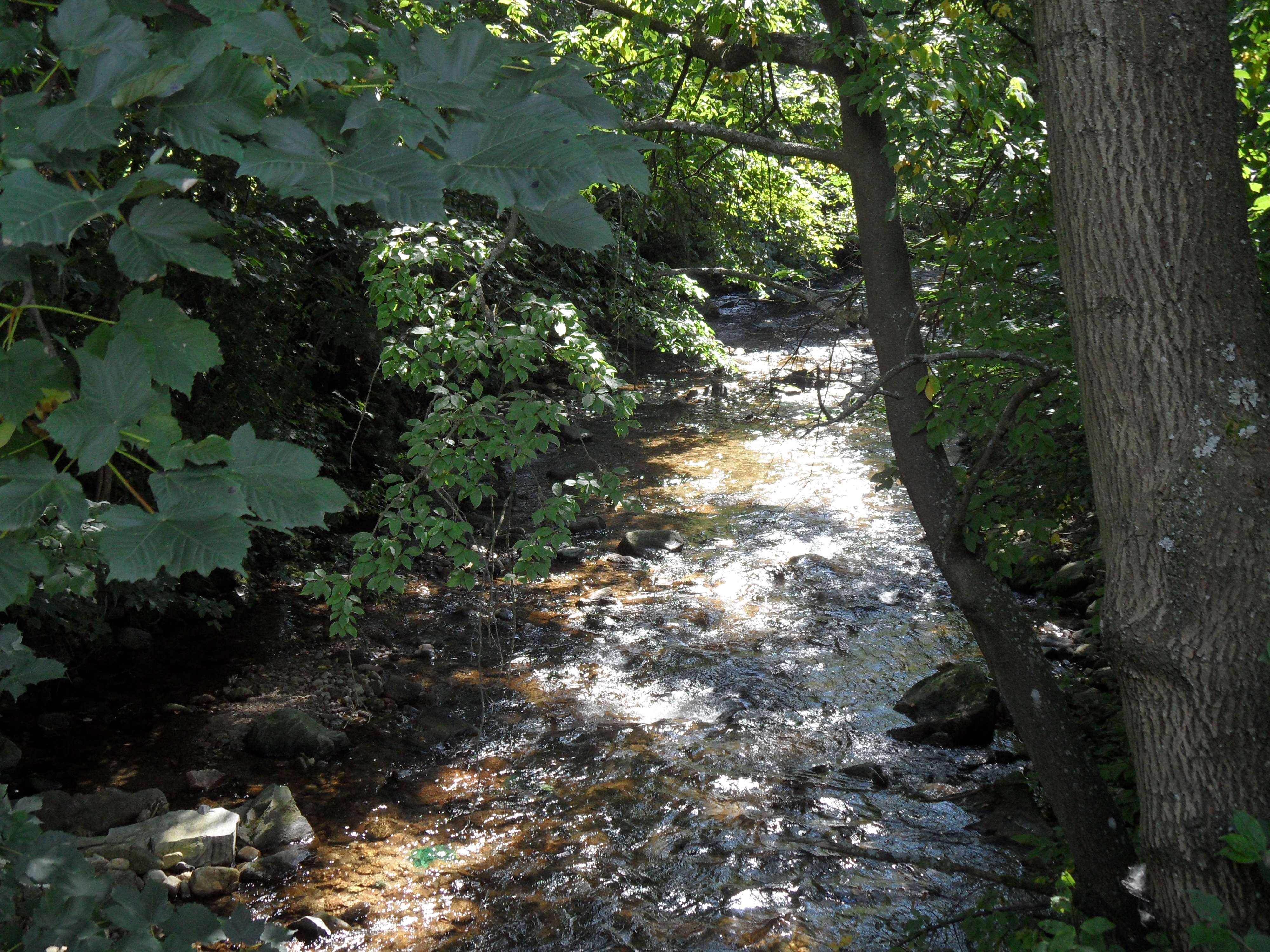
Řeka Morava
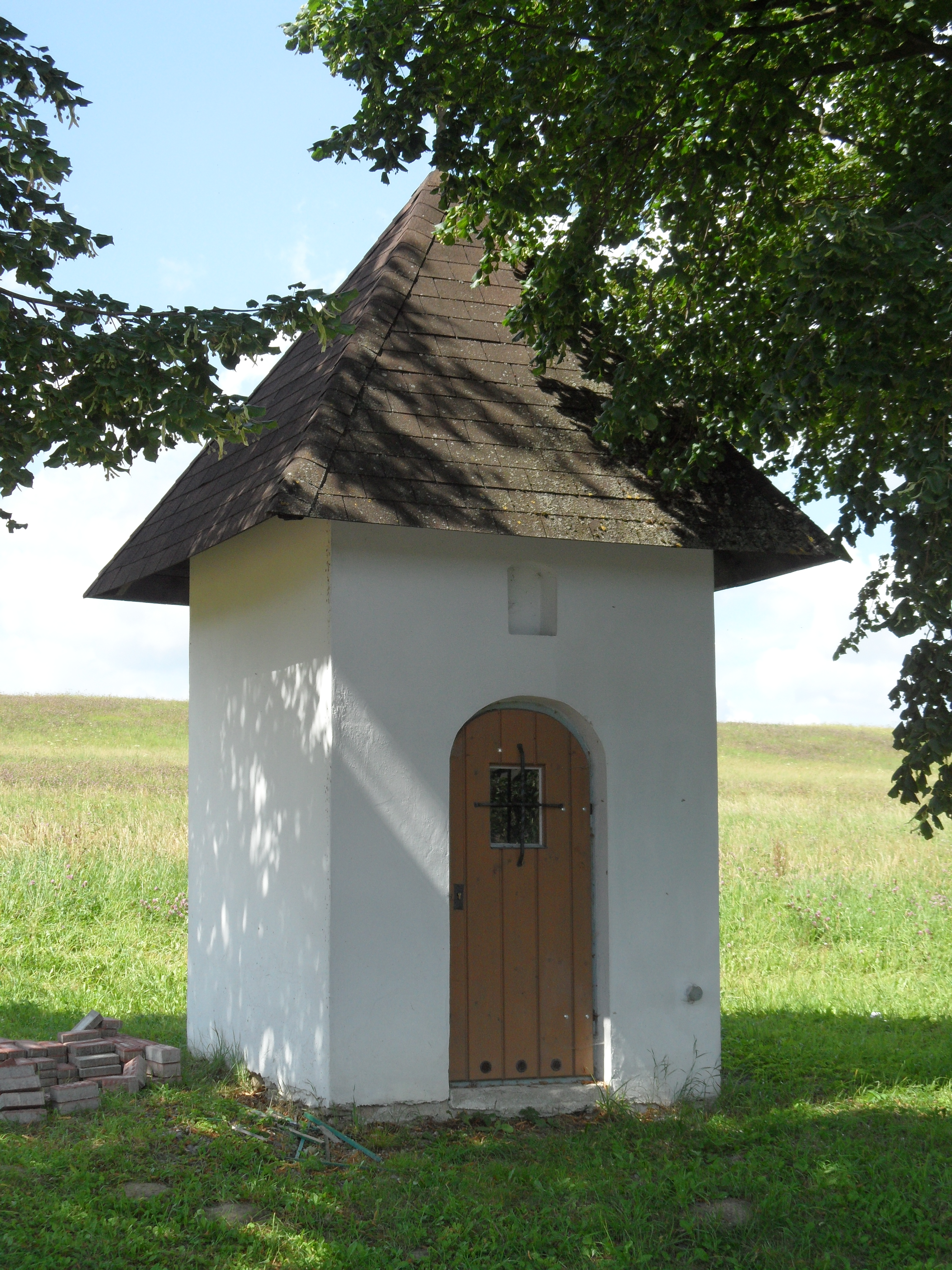
Kaplička
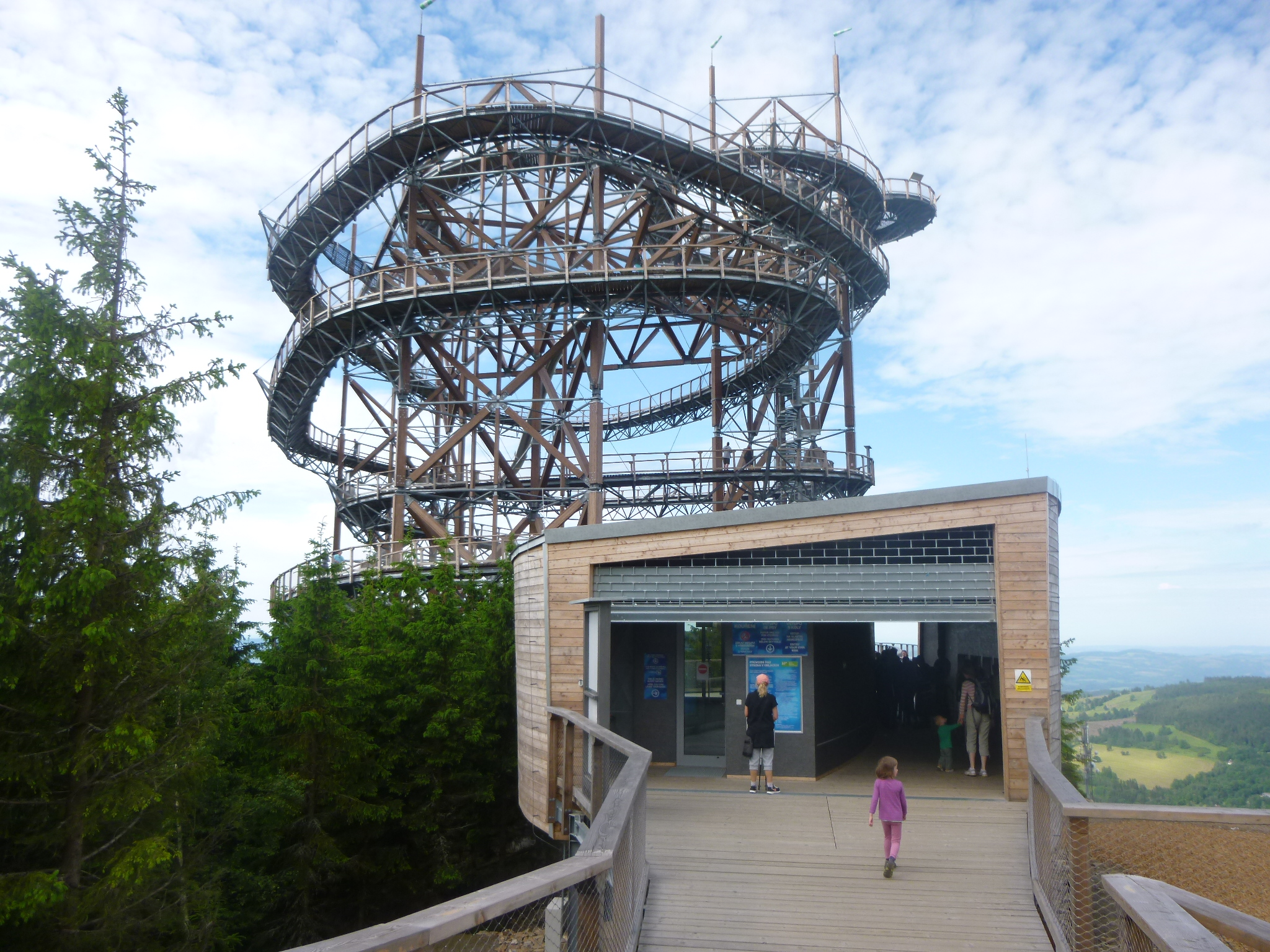
Stezka v oblacích